# (72634) 2001 FF33
(72634) 2001 FF33 – planetoida z pasa głównego asteroid okrążająca Słońce w ciągu 4,44 lat w średniej odległości 2,7 j.a. Odkryta 17 marca 2001 roku.